# Mama Hatun

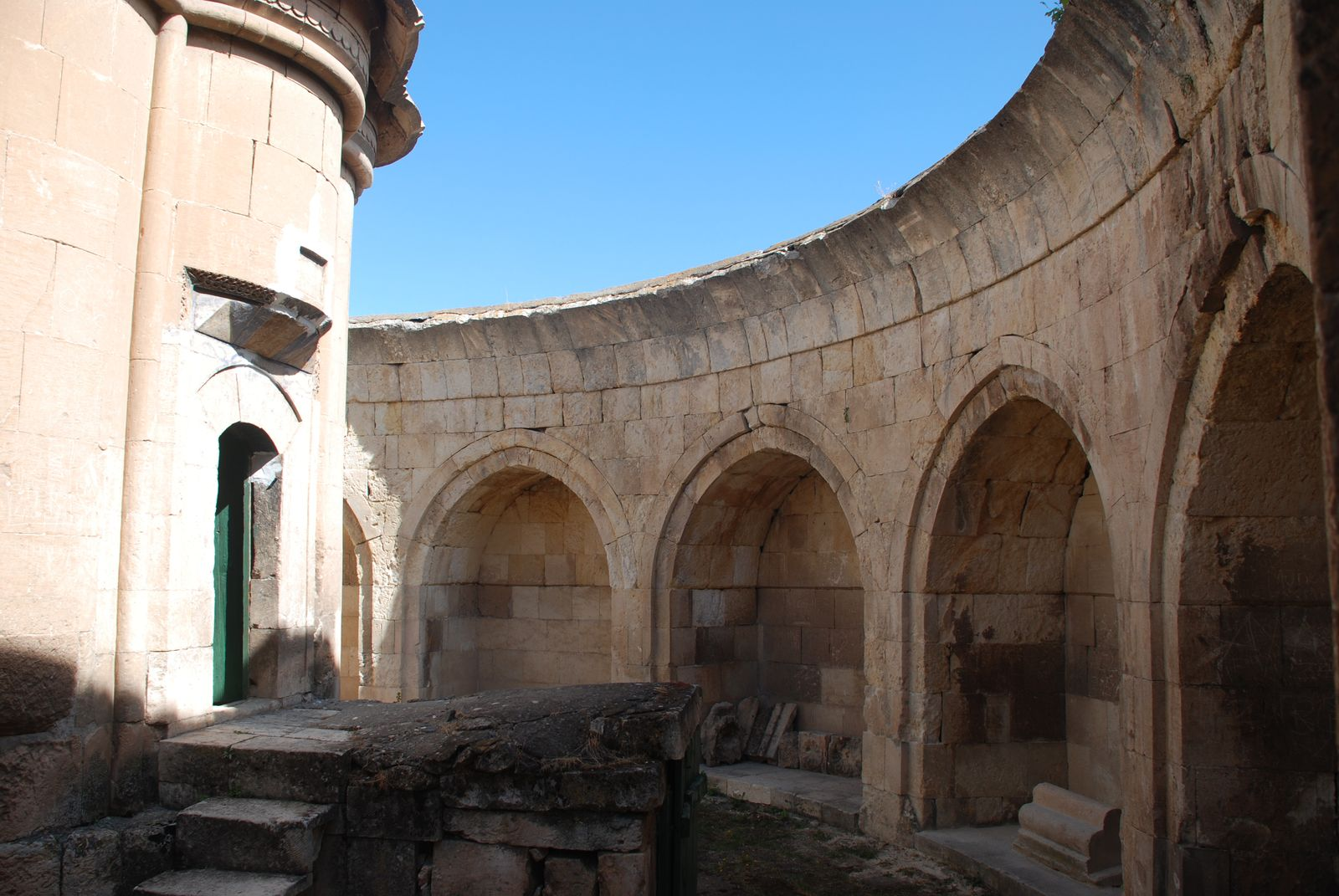
La tomba de Mama Hatun a Tercan, Erzincan.

Mama Hatun o Melike Mama Hatun fou una reina turca, sobirana dels Saltúquides, un Beylik turc d'Anatòlia, des de 1191 fins a 1200, amb capital política a Erzincan. Va realitzar diverses operacions militars en el seu entorn, fins i tot a Malazgirt.
Hi ha un caravanserrall amb el nom de Melike Mama Hatun a Tercan, Erzincan. El seu türbe (Mama Hatun Kümbedi) també es troba a Tercan.